# Torneo Interbritannico 1946
Il Torneo Interbritannico 1946 fu un'edizione non ufficiale del torneo di calcio conteso tra le Home Nations dell'arcipelago britannico. Il torneo fu vinto dalla Scozia.

## Risultati
| Data              | Luogo         | Squadra 1   | Risultato | Squadra 2   |
| ----------------- | ------------- | ----------- | --------- | ----------- |
| 15 settembre 1945 | Belfast       | Irlanda     | 0 - 1     | Inghilterra |
| 20 ottobre 1945   | West Bromwich | Inghilterra | 0 - 1     | Galles      |
| 10 novembre 1945  | Glasgow       | Scozia      | 2 - 0     | Galles      |
| 2 febbraio 1946   | Belfast       | Irlanda     | 2 - 3     | Scozia      |
| 13 aprile 1946    | Glasgow       | Scozia      | 1 - 0     | Inghilterra |
| 4 maggio 1946     | Cardiff       | Galles      | 0 - 1     | Irlanda     |

## Classifica
| Pos | Squadra     | Pti | G | V | N | P | GF | GS |
| --- | ----------- | --- | - | - | - | - | -- | -- |
| 1   | Scozia      | 6   | 3 | 3 | 0 | 0 | 6  | 2  |
| 2   | Irlanda     | 2   | 3 | 1 | 0 | 2 | 3  | 4  |
| 2   | Inghilterra | 2   | 3 | 1 | 0 | 2 | 1  | 2  |
| 2   | Galles      | 2   | 3 | 1 | 0 | 2 | 1  | 3  |